# グレゴリー・ハーボー
グレゴリー・ハーボー（Gregory Jordan Harbaugh、1956年4月15日 - ）は、アメリカ航空宇宙局(NASA)の宇宙飛行士である。

## 生い立ち
ハーボーは、1956年4月にオハイオ州クリーブランドで生まれ、同州ウィロビーで育った。1974年にウィロビーサウス高校を卒業し、1978年にパーデュー大学で航空学及び航空宇宙工学の学士号、1986年にヒューストン大学クリアレイク校で物理科学の修士号を取得した。
既婚で、3人の成人した子供がいる。現在は妻とともにウィスコンシン州南部のキャロルに居住している。

## NASAでのキャリア
1978年にパーデュー大学卒業後、NASAのジョンソン宇宙センターに配属され、STS-1からSTS-51-Lまでの大半で、スペースシャトル飛行の技術的運営、管制室からのスペースシャトル飛行の支援を行った。STS-9、STS-41-D、STS-41-B、STS-41-C及びSTS-41-Gではデータ処理システム(DPS)の担当、またSTS-51-AからSTS-51-Lの間のいくつかの飛行で、シニアフライトコントローラーを務めた。
ハーボーは、計器飛行証明の商業パイロットライセンスを持っており、合計の飛行時間は1600時間を超える。
1987年6月にNASAによって宇宙飛行士候補に選ばれ、1988年8月に宇宙飛行士となった。シャトル・アビオニクス統合施設、シャトル・リモート・マニピュレータ・システム(RMS)、宇宙ステーション用遠隔ロボットシステムの開発、ハッブル宇宙望遠鏡の運用ミッション、ミッションコントロールセンターでの宇宙船通信担当官、国際宇宙ステーションのための宇宙遊泳等に携わって働いた。初のハッブル宇宙望遠鏡運用ミッションであるSTS-61では、宇宙遊泳のバックアップと宇宙船通信担当官を務めた。
4度の宇宙飛行を経験し、合計818時間を宇宙で過ごし、そのうち18時間29分の宇宙遊泳を行った。1997年から2001年まで、NASA内でスペースシャトル、国際宇宙ステーション、将来の惑星ミッションでの宇宙遊泳に関する宇宙服、器具、訓練、運用等を含む宇宙遊泳産業の責任を持つ宇宙遊泳プロジェクト室(Extravehicular Activity Project Office)のマネージャを務めた。2001年3月にNASAを去った。

## 宇宙飛行経験

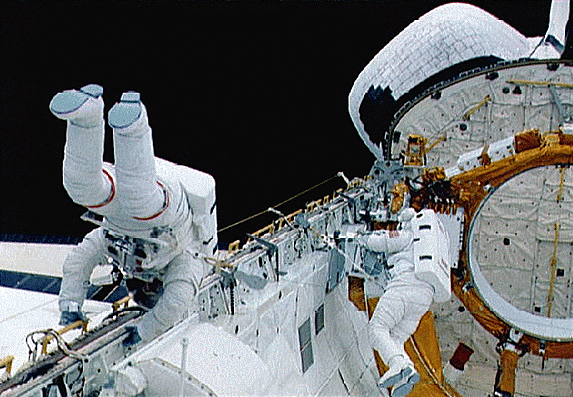
STS-54で宇宙遊泳を行うハーボー（赤縞の宇宙服）とマリオ・ランコ・ジュニア

1991年4月28日から5月6日にディスカバリーを用いて行われたSTS-39は、戦略防衛構想の調査を含む国防総省のミッションであった。ハーボーはミッションスペシャリストを務め、RMSとInfrared Background Signature Survey (IBSS)の運用を担当した。ミッション期間は、199時間22分であった。
1993年1月13日から19日にエンデバーを用いて行われたSTS-54は、TDRS-Fの展開を目的としており、ハーボーは4時間28分の宇宙遊泳を行った。ミッション期間は、143時間38分であった。
1995年6月27日から7月7日にアトランティスを用いて行われたSTS-71は、ロシアの宇宙ステーションミールとの初めてのドッキングミッションであり、乗組員の交代等が行われた。アトランティスは、ミールとのドッキングシステムを積めるように改造され、ハーボーはドッキングシステムの飛行中の運用を担当した。ミッション期間は、235時間23分であった。
1997年2月11日から21日にディスカバリーを用いて行われたSTS-82は、2度目のハッブル宇宙望遠鏡ミッションである。打上げも着陸も夜間に行われた。乗組員は、ハッブル宇宙望遠鏡をディスカバリーのペイロードベイに回収し、5度の宇宙遊泳で2つのチームが2つの新しい分光計を取り付け、8つの機器を交換し、データ処理、電子機器、科学通信機器等を含むいくつかの区画に絶縁パッチを設置した。ハーボーは、合計14時間1分に及ぶ2度の宇宙遊泳を行った。更新と修理が終わると、ハッブル宇宙望遠鏡は再び宇宙空間に放出され、過去最も高い軌道まで移動した。ミッション期間は、239時間37分であった。